# Независимо дружество за защита правата на човека
Независимото дружество за защита правата на човека, съкратено НДЗПЧ, е антикомунистическа организация в България.

## История
Създадена е на 16 януари 1988 година от 16 български дисиденти, повечето от тях политически затворници – Илия Минев, Григор Божилов, Едуард Генов, Благой Топузлиев, Стефан Вълков, Цеко Цеков и други. Неговите цели и задачи са възстановяване на достойнството на българските граждани, политически плурализъм, издирване на политическите затворници, суверенитет на България, неподчинение на каквито и да са имперски интереси и защита правата на всеки човек.
В края на май 1989 г., когато започва натискът срещу етническите групи, в дружеството настъпва разцепление, а след приемането на председателството Воденичаров променя политиката, като не се застъпва за правата на мюсюлманите. Разочаровани от Румен Воденичаров, мюсюлманите се насочват към ДПС и така лишават дружеството от основната му членска маса.
През лятото на 1989 г. е подета инициатива за смяна на Илия Минев като председател. Решението е взето в дома на Владимир Кръстев през юли 1989 г., от т. нар. Софийска група: Костадин Георгиев, Григор Симов, Владимир Кръстев, Рут Леви, Стефан Савовски, Васил Костов, Мариана Златева, Димитър Томов, Волен Сидеров, Драгомир Цеков, Коце Иванов и Магда Георгиева, а Илия Минев изобщо не е уведомен. Събранието избира за нов председател на дружеството Румен Воденичаров, който също не присъства.
На 7 декември 1989 г. дружеството влиза в състава на Съюза на демократичните сили (СДС) заедно с много други антикомунистически партии и течения като Екогласност, Подкрепа и Зелената партия.

## Критики
Илия Минев, съучредител на НДЗПЧ, е сред най-популярните лица на НДЗПЧ предвид тежката политическа репресия, на която е подложен преди 1989 г. – 33 години, прекарани в затвори и концентрационни лагери.
След 1989 г. Минев продължава да популяризира някои от идейните постановки на Съюза на българските национални легиони (СБНЛ), заради членството в който е вкаран в затвора. Това прави чрез вестника „Свободно слово“, който започва да издава като орган на НДЗПЧ. Определя се като убеден легионер и смята, че легионерството има същата роля в българското общество, както нацистката партия в Германия. Отрича Холокоста и обвинява евреите в разни злодеяния – спрямо Германия преди Втората световна война и в общ план.